# Shanghai Hero Pen Company
Pour les articles homonymes, voir Hero.
La Shanghai Hero Pen Company (Chinois : 上海英雄（集团）有限公司 / Pinyin : Shànghǎi yīngxióng (jítuán) yǒuxiàn gōngsī) est une entreprise chinoise dont le siège se situe à Shanghai. La compagnie est célèbre pour ses stylo-plumes Hero (Chinois : 英雄 / Pinyin : yīngxióng) et fabrique principalement des stylos-plume.

## Histoire
En 1931, la Wolff Pen Manufacturing Company (Chinois : 上海华孚金笔厂 / Pinyin : Shànghǎi huáfú jīnbǐ chǎng) est lancée à Shanghai, une compagnie fabricant principalement des stylos-plume et autres dérivés. En 1966, l'entreprise change de nom pour la Shanghai Hero Pen Company, nom qu'elle porte encore aujourd'hui, mais est encore souvent appelée Huáfú, le nom d'origine en version abréviée. Aujourd'hui, l'entreprise est une filiale de la Shangai Hero Group Co. Ltd., groupe qui a 10 autres compagnies de papeterie et plus de 100 marques de commerce.

## Produits
Depuis les années 1990, sa gamme de stylo-plumes Hero a acquis la réputation d'être des stylos de qualité supérieure, voire d'être les meilleurs stylos du pays. Durant les années 1980 et 1990, ils étaient aussi prisés partout dans le monde, surtout chez les utilisateurs de stylo-plumes en Inde.
D'autres marques produites par la SHPC incluent Wing Sung, Lucky, Huafu (autre version de Hero), Xinming, Guanleming, Xinhua, et Gentleman. Certains de leurs stylos ressemblent au populaire Parker 51 (en) de la marque américaine Parker.